# 片唇鮈
片唇鮈（学名：Platysmacheilus exiguus）为鲤科片唇鮈屬的鱼类，是中国的特有物种。分布于漓江等。该物种的模式产地在贵州南部。

## 扩展阅读
維基物種上的相關：片唇鮈